# Casa Vilella (Reus)
La Casa Vilella és un edifici noucentista de Reus (Baix Camp) inclòs a l'Inventari del Patrimoni Arquitectònic de Catalunya. L'arquitecte Pere Caselles la va construir el 1925.

## Descripció
És un edifici de planta baixa i tres pisos, del que destaca la gran tribuna del pis principal, que té un disseny que combina parelles de columnes classicistes, amb capitells corintis, sobre les que reposen arcs de mig punt. A les dues cantonades de la tribuna la disposició de les columnes permet l'obertura de finestres aixamfranades. Hi ha una cornisa, amb vuit mènsules grans que són continuació dels muntants de cadascuna de les obertures de l'última planta i a més, entre aquestes, hi ha d'altres més petites amb un nombre total de 28 unitats.
La façana del raval de santa Anna pren el protagonisme de l'exterior de l'edifici, ja que la gran façana lateral originàriament s'alçava sobre el carreró de Misericòrdia, molt estret i que no donava perspectiva a la casa.

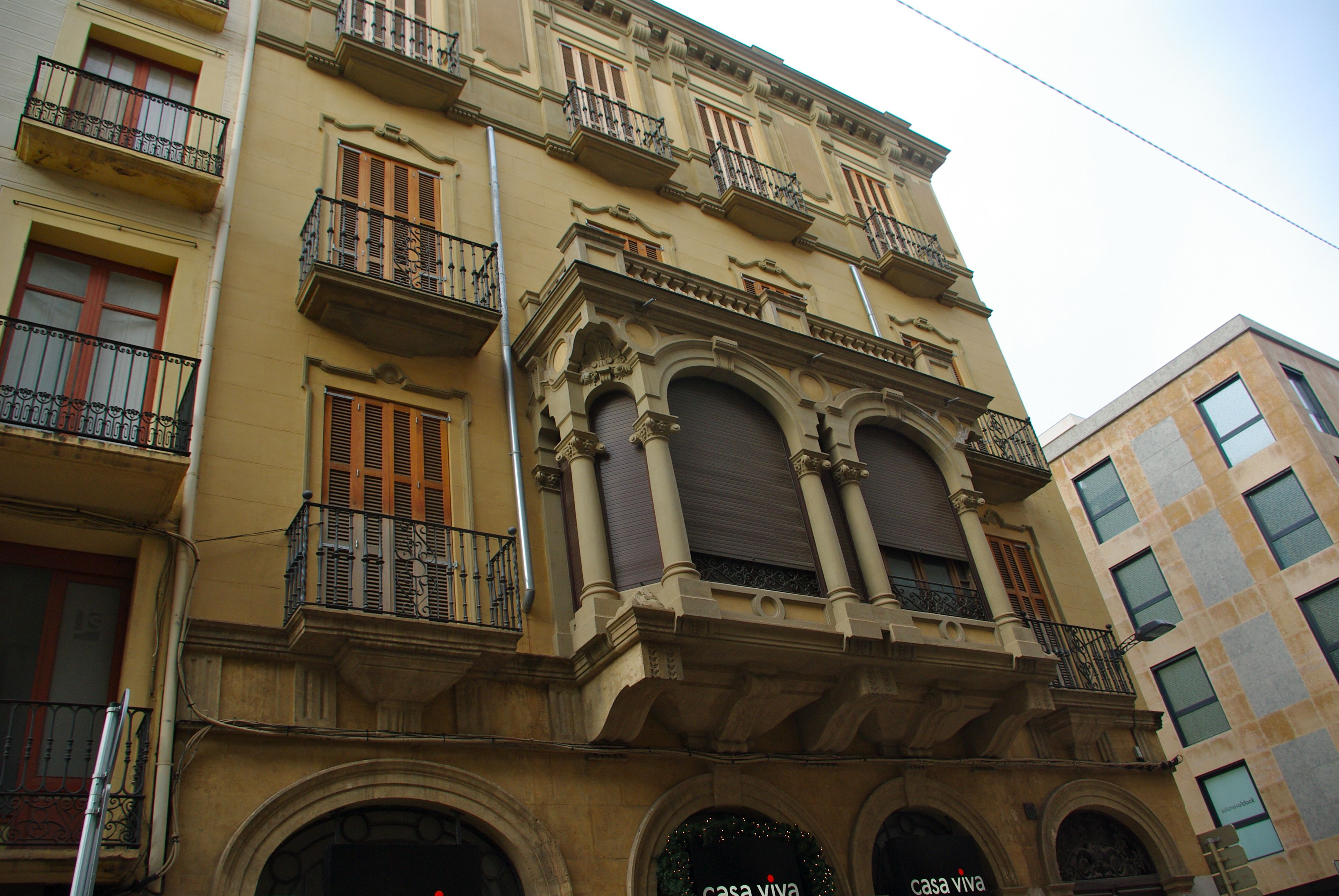
Casa Vilella1

Pere Domènech va construir per a aquest edifici una enginyosa escala de fusta que comunicava directament el pis principal amb els baixos.

## Història
L'any 1925 Ramon Vilella Estivill, que ja tenia una casa al raval de Jesús, i uns importants magatzems al carrer de Sant Esteve, va decidir reformar l'edifici que la família de la seva dona, els Macaya, tenia al raval de Santa Anna. Com a testimoni de l'arquitectura preexistent, a la tarja de la porta d'accés a l'edifici s'hi conserva una reixa original amb la data de 1842. Als plànols conservats, signats per Josep M. Pujol de Barberà, tot i que són fets per Pere Caselles, es veu que el projecte original era molt més ambiciós, amb la tribuna de doble alçada, que s'havia de prolongar fins a la segona planta amb unes columnes helicoidals, i l'edifici coronat per una torre mirador de dos pisos d'alçada situada sobre el terrat. Pere Caselles, pel fet de ser l'arquitecte municipal, donava a signar els seus projectes a altres arquitectes per no caure amb incompatibilitats.